# ぐるり日本鉄道の旅
ぐるり日本 鉄道の旅（ぐるりにっぽん てつどうのたび）は、BS日テレで放送された、ハイビジョン制作の鉄道がメインとなっている旅番組である。

## 概要
講談社から刊行された週刊「鉄道の旅」の企画協力によりその内容に沿って構成されている。

## 放送のあった路線
1. 大糸線
2. 大船渡線
3. 日高本線
4. 木次線
5. 五能線・津軽鉄道
6. 北近畿タンゴ鉄道宮津線
7. 内房線
8. 上越線
9. 肥薩線
10. 釧網本線
11. 土讃線
12. 豊肥本線・南阿蘇鉄道
13. 長良川鉄道
14. 秋田内陸縦貫鉄道
15. 飯山線
16. 松浦鉄道
17. のと鉄道 - 収録後に廃線。
18. 磐越西線
19. 富良野線
20. 留萌本線
21. しなの鉄道
22. 秩父鉄道
23. 指宿枕崎線
24. 三陸鉄道（北リアス線・南リアス線）
25. 久大本線
26. 小海線
27. 陸羽東線・陸羽西線
28. 大井川鐵道
29. 伯備線
30. 予讃線

## ナレーター
- 岩田まこ都

## 主題歌
- 葉加瀬太郎『アフタヌーン・ブリース』

## 各地の放送時間

### BSデジタル
| 地域 | 放送局   | 放送曜日と時間         |
| ---- | -------- | ---------------------- |
| 全国 | BS日テレ | 毎週金曜 19:00 - 19:54 |

### 地上波・CSデジタル
独立UHF局の一部で放送されていた。

#### 現在[いつ?]放送されている局
| 地域     | 放送局                     | 放送曜日と時間                                                                                             | 放送日の遅れ |
| -------- | -------------------------- | --- | ------------ |
| 千葉県   | チバテレビ（CTC）          | 現在は雨傘番組として放送 （2010年10月までは毎週土曜 19:00 - 19:55、2011年3月までは毎週金曜 20:00 - 20:55） | 約5年11ヵ月  |
| 全国放送 | ビクトリーチャンネル（CS） | 2013年6月から一部の回のみ放送（不定期）                                                                    |              |

#### 過去に放送されていた局
| 地域     | 放送局               | 放送曜日と時間                              | 放送日の遅れ |
| -------- | -------------------- | ------------------------------------------- | ------------ |
| 東京都   | TOKYO MX（MXTV）     | 毎週月曜 7:30 - 8:25                        |              |
| 神奈川県 | tvk                  | 毎週火曜 20:00 - 20:55                      |              |
| 京都府   | KBS京都（KBS）       | 不定期日曜 19:00 - 19:55                    | 386日        |
| 兵庫県   | サンテレビ（SUN）    |                                             |              |
| 全国放送 | 鉄道チャンネル（CS） | 2012年6月から2013年7月1日まで放送（不定期） |              |